# Copăcel
Copăcel is een Roemeense gemeente in het district Bihor.
Copăcel telt 2220 inwoners.